# Torneo de Nottingham 2015
El Aegon Open Nottingham 2015 fue un torneo profesional de tenis jugado en canchas de césped al aire libre. Fue la quinta edición del evento para las mujeres (la primera desde 1974) y la vigésima edición para los hombres (el primero desde 2008). Se llevó a cabo en Nottingham (Reino Unido), entre el 8 y el 14 de junio de 2015 para las mujeres, y del 21 al 27 de junio de 2015 para los hombres.

## Cabeza de serie

### Individual
| Tenista          | Ranking | Preclasificado |
| David Ferrer     | 7       | 1              |
| Gilles Simon     | 13      | 2              |
| Feliciano López  | 14      | 3              |
| Leonardo Mayer   | 22      | 4              |
| Pablo Cuevas     | 23      | 5              |
| Viktor Troicki   | 25      | 6              |
| Dominic Thiem    | 29      | 7              |
| Adrian Mannarino | 32      | 8              |
| Juan Mónaco      | 33      | 9              |
| Martin Kližan    | 35      | 10             |
| Pablo Andújar    | 36      | 11             |
| Sam Querrey      | 38      | 12             |
| Thomaz Bellucci  | 40      | 13             |
| João Sousa       | 40      | 14             |
| Andreas Seppi    | 45      | 15             |
| Jiří Veselý      | 46      | 16             |

- Ranking del 15 de junio de 2015

### Dobles masculinos
| Tenista                           | Ranking | Preclasificado |
| Marcel Granollers Leander Paes    | 36      | 1              |
| Pablo Cuevas David Marrero        | 52      | 2              |
| Juan Sebastián Cabal Robert Farah | 61      | 3              |
| Dominic Inglot Jamie Murray       | 61      | 4              |

### Individual femenino
| Tenista             | Ranking | Preclasificada |
| Agnieszka Radwańska | 14      | 1              |
| Zarina Diyas        | 32      | 2              |
| Varvara Lepchenko   | 34      | 3              |
| Roberta Vinci       | 39      | 4              |
| Karin Knapp         | 42      | 5              |
| Heather Watson      | 45      | 6              |
| Alison Riske        | 47      | 7              |
| Casey Dellacqua     | 48      | 8              |

- Ranking del 25 de mayo de 2015

### Dobles femenino
| Tenista                                 | Ranking | Preclasificadas |
| Raquel Kops-Jones Abigail Spears        | 30      | 1               |
| Klaudia Jans-Ignacik Andreja Klepač     | 75      | 2               |
| Monica Niculescu Arantxa Parra Santonja | 79      | 3               |
| Gabriela Dabrowski Alicja Rosolska      | 84      | 4               |

## Campeones

### Individual masculino
Denis Istomin venció a  Sam Querrey por 7-6(1), 7-6(6)

### Individual femenino
Ana Konjuh venció a  Monica Niculescu por 1-6, 6-4, 6-2

### Dobles masculino
Chris Guccione /  André Sá vencieron a  Pablo Cuevas /  David Marrero por 6-2, 7-5

### Dobles femenino
Raquel Kops-Jones /  Abigail Spears vencieron a  Jocelyn Rae /  Anna Smith por 3-6, 6-3, [11-9]